# Teymur Məmmədov
Teymur Məmmədov –también escrito como Teymur Mammadov– (Bakú, 11 de enero de 1993) es un deportista azerbaiyano que compitió en boxeo.
Participó en dos Juegos Olímpicos de Verano, obteniendo una medalla de bronce en Londres 2012, en el peso pesado, y el quinto lugar en Río de Janeiro 2016, en el peso semipesado.
Ganó dos medallas en el Campeonato Mundial de Boxeo Aficionado, plata en 2011 y bronce en 2013, y dos medallas en el Campeonato Europeo de Boxeo Aficionado, oro en 2011 y 2013. En los Juegos Europeos de Bakú 2015 obtuvo una medalla de oro en el peso semipesado.

## Palmarés internacional
| Juegos Olímpicos   | Juegos Olímpicos      | Juegos Olímpicos  | Juegos Olímpicos |
| Año                | Lugar                 | Medalla           | Categoría        |
| ------------------ | --------------------- | ----------------- | ---------------- |
| 2012               | Londres (Reino Unido) | Medalla de bronce | 91 kg            |
| Campeonato Mundial |                       |                   |                  |
| Año                | Lugar                 | Medalla           | Categoría        |
| 2011               | Bakú (Azerbaiyán)     | Medalla de plata  | 91 kg            |
| 2013               | Almaty (Kazajistán)   | Medalla de bronce | 91 kg            |
| Juegos Europeos    |                       |                   |                  |
| Año                | Lugar                 | Medalla           | Categoría        |
| 2015               | Bakú (Azerbaiyán)     | Medalla de oro    | 81 kg            |
| Campeonato Europeo |                       |                   |                  |
| Año                | Lugar                 | Medalla           | Categoría        |
| 2011               | Ankara (Turquía)      | Medalla de oro    | 91 kg            |
| 2013               | Minsk (Bielorrusia)   | Medalla de plata  | 91 kg            |